# پرژوینه
پرژوینه (به صربی: Pržojne) یک منطقهٔ مسکونی در صربستان است که در ولاسوتینتسه واقع شده‌است. پرژوینه ۵۲ نفر جمعیت دارد.